# اللادينية في العراق
الدين المنتشر في العراق هو دين الإسلام الذي يشكل الأغلبية العظمى ويعتنقه نحو 99% من سكان العراق، ونحو 1% من السكان الاصليين موزعة ما بين الأديان المسيحية و الايزيدية و اليهودية و المندائية واللادينية.
اللادينية في العراق بدأت في التوسع بعد عام 2014 تحديداً بعد الانتكاسات التي ادت إلى سقوط محافظات عراقية على يد جماعات اسلامية متطرفة. لايمكن لأحد في هذا البلد المحافظ من قياس عدد أو نسبة اللادينيين، وحسب الاطلاع في مواقع التواصل الاجتماعي قد يتجاوز عدد الذين يصفون أنفسهم كملحدين أو لا دينيين بضعة الاف في العراق.[بحاجة لمصدر]
وهناك عدد من الشباب العراقيين الذين يتركون الإسلام (وهو دين غالبية السكان) بسبب الأصولية الدينية وتسلط رجال الدين في المجتمع وترفهم على حساب الفقراء وايضا بسبب الحروب التي عصفت بالعراق.